# Crocidocnemis
Crocidocnemis là một chi bướm đêm thuộc họ Crambidae.

## Các loài
- Crocidocnemis pellucida Warren, 1889
- Crocidocnemis pellucidalis (Möschler, 1890)